# Parlophone
Parlophone je značka hudebního vydavatelství, založeného v Německu v roce 1896 společností Carl Lindstrom Company.
Obchodní značka ₤ může připomínat znak britské libry (£), ale ve skutečnosti jde o německé písmeno L, jako Lindstrom. Během první světové války byla v Nizozemsku založena Transoceanic Trading Company, která se starala o zámořské jmění společnosti. V roce 1923 byla založena britská pobočka, kterou řídil Oscar Preuss. Ve spolupráci s americkou značkou Okeh Records, se stal Parlophone ve Velké Británii vedoucí jazzovou známkou. V roce 1927, převzala Columbia Graphophone Company ve Velké Británii kontrolu ve společnosti Carl Lindstrom Company a tím i v Parlophone. V roce 1931 se Columbia spojila s Gramophone Company k vytvoření Electric & Musical Industries Ltd (EMI).
Pod EMI Parlophone zpočátku působil jako jazzová značka. Postupem času značka vydávala též specializovanou hudbu, mluvené slovo a komediální materiál jako The Goons. V roce 1950 si Preuss najal čtyřiadvacetiletého George Martin jako svého asistenta. V roce 1955 Preuss odešel do důchodu a Martin jej úspěšně nahradil. Hlavními umělci, kteří v té době u Parlophone nahrávali byli Obernkirchen Children's Choir z Německa, skotský hudebník Jimmy Shand a pianistka Mrs Mills.

## Slavní umělci
Kromě skupiny The Beatles podepsalo se značkou Parlophone smlouvu mnoho dalších slavných umělců jako:
- The Hollies
- Silent Running
- Simon Dupree and the Big Sound
- Queen
- The Easybeats
- Paul McCartney
- Duran Duran
- The Church
- Pet Shop Boys

V současné době zde působí:
- Athlete
- Supergrass
- Radiohead
- Babyshambles
- Coldplay
- Beverley Knight
- Jamelia
- Kylie Minogue
- Blur
- All Saints
- Gorillaz
- The Divine Comedy
- Lily Allenová
- Siobhan Donaghy
- Interpol
- Roxette
- Iron Maiden